# 인형사
인형사는 구체관절 인형을 주제로 한 공포 영화다. 주연은 임은경이다. 총관객수는 339,038명이다.

## 등장 인물

### 주인공
- 임은경: 미나 역
- 변주연 → 김유미: 박해미 역
- 심형탁: 김태승 역
- 옥지영: 정영하 역

### 그 외 인물
- 천호진: 최진왕 역
- 남명렬: 중년 남 역
- 김도영: 최재원 역
- 임형준: 홍정기 역
- 이가영: 이선영 역
- 정유미: 기모노 여인 역